# تپه باستانی
تپه باستانی، تپه تاریخی یا پُشته، تپه‌ای است که از تخریب کامل یا ناقص شهر، قلعه، زیگورات یا هر بنای عظیم دیگری در گذشته، حاصل شده‌است.
برخی از تپه‌های باستانی در ایران ۹ تا ۱۰ هزار سال قدمت دارند.

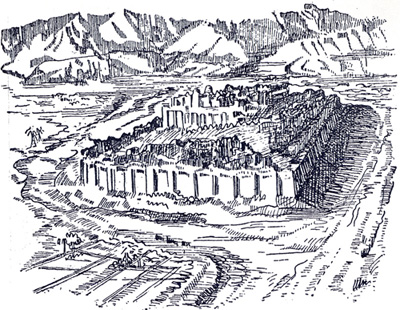
زیگورات سیلک

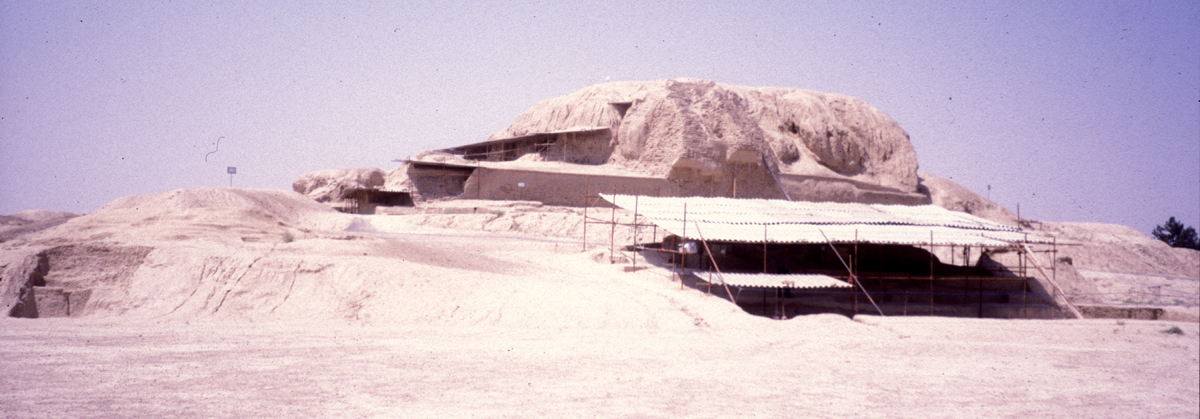
تپه سیلک امروز

تپه‌های باستانی در ایران همواره مورد تاراج قاچاقچیان آثار باستانی بوده و گاه تعیین حریم آن‌ها موجب اختلاف سازمان‌های میراث فرهنگی و نهادهای عمرانی است. برخی دیگر از این تپه‌ها نیز به محل اقامت بی‌خانمان و معتادان تبدیل شده‌است.

## فهرست تپه‌های باستانی ایران
- تولکی تپه آشنستان
- تپه چغامیش
- تپه باستانی خالصه
- آرپا تپه
- تپه تاریخی آوه
- تپه آوه ۱
- تپه آوه ۲
- تپه الوسجرد
- تل ابلیس
- محوطه باستانی ازبکی
- تپه اهرنجان
- تپه باباجان (دلفان)
- تل باکون
- تپه لپویی
- بالکین
- تپه تاریخی بندرشرفخانه
- تپه پیزدلی
- قلعه توت ایلام
- تورنگ‌تپه
- تپه جن
- تپه جلالیه
- چغابنوت
- تپه چغا گلان
- تپه چغامیش
- تپه چیا جانی
- تپه حاجی فیروز
- تپه حسنلو
- تپه حصار
- تپه رحمت‌آباد
- تپه قلعه رستم
- تپه زاغه
- قلعه زینل
- سالالا
- تپه سفالین
- تپه سگزآباد
- تپه خیارج
- سنجر
- تپه سیکه وند چواری
- تپه سنگ چخماق
- تپه سیلک
- سینیز
- تپه شغالی
- تپه‌های تاریخی شوش
- شهر سوخته
- تپه عبدالحسین
- تپه علی‌کش
- تپه قبرستان
- تپه قلعه کش
- تپه قلی درویش
- تپه کلار
- تپه کندر
- کوزران
- قلعه گبران
- تپه گرده‌شین
- گنج پر
- گنج‌دره
- تپه دزد
- گودین تپه
- تپه گوران
- گوهر تپه
- گوی تپه
- تپه گیان
- مارلیک
- تپه مارو
- تپه ماسور
- تپه مصلی همدان
- تپه باستانی ملیان
- موشه‌لان
- مجموعه تپه‌های میرک

- تپه تاریخی میل
- تپه نورآباد
- نوشیجان
- تپه هگمتانه
- هفت تپه
- تپه هفتوان کوچک
- یاریم تپه میرمحله
- تپه یحیی
- شهریری
- تپه یوخار قلعه
- گنج تپه خوروین
- تپه‌ باستانی‌ طرب‌ آباد
- تپه گریران
- تپه بتکی
- تپه گل زرد
- تپه باستانی دوزده باغیر شهر زرنق